# Између дана и ноћи
Између дана и ноћи је црногорски и српски филм из 2018 године.

## Радња
Три приче о оцу и сину у три временска раздобља: крај Другог светског рата, време пада Берлинског зида и након распада Југославије.
У свакој од прича, отац и син ће се наћи у особеним, граничним ситуацијама, у којима долази до преиспитивања властите егзистенције.
Одлуке које ће морати да донесу, промениће њихове животе заувек.

## Улоге
| Глумац              | Улога                        |
| ------------------- | ---------------------------- |
| Лазар Ристовски     | Човјек који тражи сина       |
| Тихомир Станић      | Човјек на аеродрому          |
| Марко Баћовић       | Човјек који је издао         |
| Срђан Граховац      | Командир                     |
| Јован Кривокапић    | Син издајице                 |
| Мирко Влаховић      | Мешетар                      |
| Даница Ристовски    | Жена                         |
| Миливоје Обрадовић  | Момак на аеродрому           |
| Дубравка Дракић     | Радница у одељењу за нестале |
| Горана Марковић     | Жена                         |
| Момо Пичурић        | Службеник                    |
| Михајло Перошевић   | Сељак                        |
| Данка Јашовић       |                              |
| Вуле Марковић       | Син човјека на аеродрому     |
| Софија Рајовић      | Службеница                   |
| Војислав Кривокапић | Сељак                        |
| Маја Стојановић     | Дјевојка                     |
| Симо Требјешанин    | Сељак                        |
| Петар Новаковић     | Партизан                     |
| Драган Рачић        | Сељак                        |
| Никола Васиљевић    | Партизан                     |